# Ascension-Nachtreiher
Der Ascension-Nachtreiher (Nycticorax olsoni) ist eine wenig bekannte ausgestorbene Reiherart, die auf Ascension endemisch war. Sie ist vor allem durch subfossile Knochen von sechs Exemplaren bekannt geworden, die von den britischen Ornithologen Philip Ashmole, Kenneth Edwin Laurence Ryder Simmons und William Richmond Postle Bourne in den Guanoablagerungen und Höhlen von Ascension gefunden und anhand derer die Art 2003 beschrieben wurden. 
Möglicherweise ist der Ascension-Nachtreiher mit dem Aponar (manchmal auch Aponard oder Aponat geschrieben) identisch, einem Vogel der in André Thevets Reisebericht Of an Ilande named the Ascention aus dem Jahre 1555 (1558 veröffentlicht) erwähnt wurde. Nach Thevets Aufzeichnungen soll der Vogel so groß wie ein Reiher und flugunfähig gewesen sein. Ferner wurde er durch kleine Flügel, einen schwarzen Rücken, einen weißen Bauch und einen kormoranähnlichen Schnabel charakterisiert. Wenn man diese Vögel tötete, sollen sie wie Schweine gequiekt haben. Der Ascension-Nachtreiher starb vermutlich im 16. Jahrhundert durch Überjagung und eingeschleppte Säugetiere aus. Das Artepitheton bezieht sich auf Ashmoles Kollegen Storrs Lovejoy Olson.